# El mal de amores
El mal de amores es una zarzuela de un acto, con música del compositor español José Serrano y libreto de los Hermanos Álvarez Quintero. Esta obra, estrenada en el Teatro Apolo de Madrid el 28 de enero de 1905,
se ambienta en la misma época del estreno. 

## Personajes
- Carola, viajera enamorada de Rafael. Mezzosoprano.
- Amapola, gitana. Mezzosoprano.
- Mariquilla, hija del ventero Cristóbal. Soprano.
- Rafael, enamorado de Carola. Barítono.
- Don Ramón y Don Felipe, labradores.
- Don Lope, ridículo donjúan cincuenton. Tenor cómico.
- Cristobal, el ventero.

## Argumento
La acción tiene lugar en la época del estreno (1905) en una venta de Andalucía. 
Un patético galán cincuentón llamado Don Lope llega a la venta presumiendo de ser todo un conquistador. Los encargados de la venta, Cristóbal y su hija Mariquilla, le cuentan que el agua de su pozo cura el mal de amores, la leyenda afirma que brotó de las lágrimas de una princesa. Lo mismo le cuentan a una gitana que viene detenida por la guardia civil y a una bella viajera que se apea de la diligencia (carruaje).
La viajera es Carola, que huye de un compromiso forzado con un labrador y que espera encontrarse en la venta con su auténtico amor, Rafael.
Rafael se retrasa por haber tenido un percance con su caballo, pero cuando finalmente llega se abraza con Carola. Antes de poder huir deben burlar a un par de labradores que la vienen persiguiendo.

## Números musicales más destacados
- Preludio con pizzicato.
- Canción "Miguelón el de la jara".
- Romanza "Que venga ya".
- Dúo de Carola y Rafael.